# فلسفة صوفية
الفلسفة الصوفية هي مجموع من المدارس الفكرية الصوفية في الإسلام. وقد يرتبط الفكر الفلسفي التصوفي وتقاليده مع الإسلام السني أو مع الشيعة لكن بأكثريتهم لا يهتمون بالاختلافات السياسية بمن يحق له حكم المسلمين. وللصوفية طرق مختلفة لكنها جميعا تعتمد على أسس فلسفية موحدة، والاختلاف الأساسي بين الفرق هي في المسلك الذي يعتمده شيخ الطريقة في تحقيق الإهداف الصوفية والتي هي الوصول إلى المعرفة الحق بفناء ذاتية نفس الصوفي مع الله.
ويعتقد أن الفكر الصوفي نشأ في الشرق الأوسط في القرن الثامن الميلادي. ويوجد لها أتباع في جميع أنحاء العالم.
ظهر الأدب الصوفي في حوالي سنة 1000 على شكل شعر وأطروحات وأصبح مصدراً للتفكير والتأمل الصوفي. تعتبر الفلسفة الصوفية، مثل جميع التقاليد الفلسفية الكبرى الأخرى، لديها العديد من الفروع بما في ذلك الميتافيزيقيا وعلم الكونيات، وكذلك مفاهيم عديدة وفريدة.

## مبادئ التصوف الأساسية
المبدأ الأساسي للصوفية هي أن تعاليم الإسلام القرأنية تدل على إمكانية الوصول إلى الله عن طريق تجربة شخصية ذاتية من دون الأعتماد على الفلسفة العقلية والتي تؤدي إلى المعرفة الحق المطلقة. وهذا يدل أن الصوفي يعتقد بوجود ملكة شخصية تمكن الإنسان من توفير المعرفة غير العقل المنطقي. ويمكن الوصول إلى هذه الحالة باتباع شعائر معينة، لكل طريقة شعائرها، مثل ترديد الكلمات عند النقشبنديين أو الموسيقى عند المولويين. ويؤمن الصوفيون أن التجربة الشخصية هي طريقة تصاعدية سُلَميّة تنقل معرفة المريد من مرحلة المعرفة المادية إلى المعرفة النهائية التي يسمونها «اليقين» أو «الفناء بالله». ومن أسس الشعائر الصوفية أن يتدرب المريد على التغلب على كل الشرور النفسية مثل الغضب والأنانية والجشع) ومن كل أنواع الحب ما عدى حب الذات الإلاهية. ومن أهم السلوكيات الصوفية هما التخلية (أي تطهير النفس من رذائلها) والتحلية (أي ملء النفس بالأخلاق الفاضلة).

### السلسلة الذهبية
يعتبر الصوفيون أن مبادئهم وشعائرهم هي نفس المباديء والشعائر التي اتبعها نبي الإسلام والتي أدت لتجلي الوحي الإلاهي له. وهذه المباديء والشعائر انتقلت بالتوارث من النبي نفسه إلى شيوخ الطرق الحاليين عبر سلسلة طويلة من شيوخ الطرق والذين تعلموها من شيوخهم عبر الأجيال. ومن شعائر المريدين أن يحفظوا أسماء كل شيوخ السلسلة. ولكل طريقة سلسلة مختلفة عن الأخرى مع أنها كلها تلتقي بالنبي إما عن طريق أبو بكر الصديق أو علي بن أبي طالب أو سلمان الفارسي. ولا تنتقل السلسلة عن طريق التوارث العائلي بل أن الشيخ ينقلها إلى مريد يرى أنه وصل إلى درجة عالية من المعرفة والتوحد مع الله.

## تاريخ فلسفة الصوفية
يرجع أصل التصوف كعبادة إسلامية إلى رسول الله محمد إذ يعتبر أنه أول صوفي لأنه أول من اختلى في غار حراء من أجل العبادة. وأن التصوف يستمد أصوله وفروعه من تعاليم الدين الإسلامي المستمدة من القرآن والسنة النبوية.
وهناك نظريات أخرى عن وجود أفكار تصوفية قبل النبي ومورست وفي حضارات وديانات أخرى مثل المسيحية ونظم الرهبنة البوذية، والكهانة النصرانية، والشعوذة الهندية، وأصول الديانة الفارسية التي ظهرت بخراسان والفلسفات الإغريقية التي اعتقدت بمباديء مماثلة. إلا أن الصوفيون يرفضون هذه الأراء ويعتبرون الصوفية هي طريقة إسلامية أتى بها الوحي للنبي وهي تطبيق عملي للإسلام.
يعتبر الصوفيون أن تسمية الصوفيون ظهرت عندما تفرق المسلمون الأوائل إلى شيع ونحل. عندها سمي من التزم بتعاليم النبي بالزهاد والعباد. وبخلال المئتي سنة هجرية الأولى دعيوا بالصوفيين. ويذكر ابن خلدون أن أول من دعي بالصوفي هو أبو هاشم الصوفي المتوفي سنة 150هـ.
وبحسب المعتقدات الصوفية أن النبي عندما كان يخصّ كل من الصحابة بورد يتفق مع درجته وأحواله. فأخذ علي بن أبي طالب الذكر بالنفى والإثبات وهو (لا إله إلا الله). وأخذ أبو بكر الصديق الذكر بالاسم المفرد (الله). ثم أخذ عنهما من التابعين هذه الأذكار وسميت الطريقتين: بالبكرية والعلوية. ثم نقلت الطريقتين حتى التقتا عند الإمام أبو القاسم الجنيد. ثم تفرعتا إلى الخلوتية، والنقشبندية. واستمر الحال كذلك حتى جاء الأقطاب الأربعة: أحمد بن علي الرفاعي وعبد القادر الجيلاني وأحمد البدوي وإبراهيم الدسوقي فشيّدوا طرقهم الرئيسية الأربعة وأضافوا إليها أورادهم وأدعيتهم.
وتوجد اليوم طرق عديدة جدًا في أنحاء العالم ولكنها كلها مستمدة من هذه الطرق الأربعة. إضافة إلى أوراد أبي الحسن الشاذلي صاحب الطريقة الشاذلية والتي تعتبر أوراده جزءًا من أوراد أي طريقة صوفية موجودة اليوم. ويذكر ابن خلدون:
| فلسفة صوفية | هذا علم من العلوم الشرعية وأصله أن طريقة هولاء القوم لم تزل عند سلف الأمة وكبارها من الصحابة والتابعين ومن بعدهم طريق الحق والهداية، وأصلها العكوف على العبادة والانقطاع إلى الله تعالى والإعراض عن زخرف الحياة وزينتها والزهد فيما يقبل عليه الجمهور من لذة ومال وجاه والانفراد عن الخلق في الخلوة للعبادة. وكان ذلك عاما في الصحابة والسلف ولما نشأ الإقبال على الدنيا في القرن الثاني وما بعده وجنح الناس إلى مخالطة الدنيا اختص المقبلون على الله باسم الصوفية. ابن خلدون - المقدمة | فلسفة صوفية |

## مفاهيم صوفية

### الميتافيزيقيا
تدور الأفكار الرئيسية للميتافيزيقيا الصوفية حول مفهوم التوحد مع الله. توجد فلسفتين تسود حول هذا المفهوم المثير للجدل. الأولى تنص على وحدة الوجود وبالتالي فإن الحقيقة الوحيدة في هذا الكون هو الله وأن جميع الأشياء في الكون موجودة في الله. والمفهوم الثاني هو وحدة الشهود الذي يرى أن تجربة التوحد مع الله تتم في ذهن المؤمن وأن الله ومخلوقاته مفصولين تماماً، ومع هذا، لا يكون هناك فروقات بينهما، بمعنى أخر أن «لا أحد إلا الله».

### الكونيات
توجد ثلاث رؤوى للكونيات في الفلسفة الصوفية وتعرض بطريقة متشابكة عن طريق الخطاء. فالإشراقية التي فسرها شهاب الدين يحيى السهروردي، ثم رؤية تعتمد على فكر الإفلاطونية المحدثة وأخيراً رؤية العالم الكروي المركزي المتأثرة بالبطليمية -الإفلاطونية

### اللطائف الستة
يحدد معظم الصوفيين، على أساس أيات القرأن الكريم، على وجود ستة أعضاء للنفس الإنسانية تسمى «اللطائف الستة» تتحكم بالديناميكية النفسية وهي: النفس، القلب، السر، الروح، الروح الخافي، والأخفى. ويعتبرها الصوفيون هذه الأعضاء تمثل للنفس مثلما تمثل الأعضاء الحيوية (مثل المعدة والرئة) للجسد.

### الهيئات الخفية
يعتقد الصوفيون بوجود هيئات خفية للإنسان تؤثر في إدراكه وأهوائه ومعرفيته. وبشكل عام، يقسم الصوفيون هذه الهيئات إلى ثلاث أنواع:
- الروح: يؤمن الصوفيون بالروح القوية. ويمكن تقوية الروح باتباع تعاليم شيخ طريقة. وتقوية الروح بحسب القيم الإسلامية تؤدي للوصول لله. فالموت عندهم هو ليس بالنهاية، بل بداية حياة جديدة مختلفة عما نعهده بهذه الحياة. فالموت هو انفصال مؤقت بيت الجسد والروح. فالله دمج بين الروح والجسد ليجعلنا نختبر الحياة الفيزيائية التي نعرفها.
- النسمة: يعتقد الصوفيون بوجود هيئة خفية تسمى النسمة تمثل الآجسام النجمية وهي خفية مثل الروح، لكنها تختلف عنها إذ أنها تسمح للإدراك بالانتقال الجيوغرافي مع الإبقاء الجسد المادي في مكانه.
- الجسد المادي: يفرق الصوفيون بين الجسد المادي المرتبط بفيزياء عالمنا الحالي وبين النفس التي تسمح بإدراك العالم الفيزيائي المادي من دون استعمال الإعضاء الحيوية للجسد.

### الحالات الروحية
بالنسبة للفلسفة الصوفية، يقوم المريد بشعائر صوفية متخصصة لينتقل من إدراكية محسوسة إلى معرفية مجردة. وهناك مصطلحات محددة يستعملها الصوفيون لوصف المراحل التي يمر بها المريد للوصول إلى مبتغاه. من أهم هذه المصطلحات:
- الحال: هي حالة إدراكية تنتج عن ممارسة الشعائر الروحية الصوفية. ولكل حال مقام متدرج بحسب الخبرة الروحانية التي يتوصل لها المريد بخلال حجه الروحي.
- المنزلة: وهي مستوى إدراكي يناله المريدمن خلال ممارسته الشعائر الصوفية. هناك سبعة منازل يمكن للمريد أن يحصلها. والمنازل بحسب القرأن هي ممارسات تحمى الشخص من السحر.
- المقام: وهي درجة التحصيل الروحي للمريد وتعبر عن مرحلة نومه الصوفية. وهناك اختلاف بين المقام والحال إذ أن المقام هو مجهود يقوم به المريد، بينما الحال هي هبة أو موهبة يتملكها المريد.

### مباديء صوفية عرفانية
عند الصوفيين، تتمثل الحقيقة اليقينية العرفانية بتزاوج مبدئي الفناء والبقاء والذين يتكاملا للوصول إلى اليقين.
- الفناء عند الصوفيين هو مصطلح يدل على مستويات إدراكية يصل إليها المريد. وهي نوع من اندثار للنفس مع إبقاء الجسد المادي حيا. وهي حالة الاتحاد كاملة مع الوجود المادي والروحاني والمجردي. وهناك ثلاث مستويات من الفناء التي يجب تحقيقها وهي:
  - «الفناء بالشيخ» أي التكامل مع الوجودية الفيزيائية المادية،
  - «الفناء بالرسول» أي التكامل مع العالم الروحاني،
  - ثم «الفناء بالله» أي التكامل مع الوجود المجرد.
- وليصل الصوفي إلى هذه المستويات، عليه تطهير ذاته النفسية من كل الدوافع الشريرة والتغلب على كل الغرائز الجسدية الوضيعة. بمعى أخر، الامتناع عن القيام بكل الخطايا (مثل الجشع، الشهوة، المتعة، الغرور، الأنانية...) والامتناع عن كل أنواع الحب ما عدا حب الذات الإلاهية المطلقة. ويؤدي هذا الامتناع إلى تدمير الذات النفسية مما يقرب المريد إلى الله لدرجة الفناء فيه.
- البقاء في الصوفية هي درجة إدراكية عليا يصل اليها المريد عند نهاية تجربته الصوفية فيفنى بشكل تام بالذات الإلاهية مما يعطيه الكمال في الوجود والعرفانية واليقين. والوصول للبقاء هو سبب الحياة. ويعتبر الصوفيون أن كل المخلوقات ستصل إلى هذه الدرجة بحياتهم أم بمماتهم. ويعتبرون أن كل الحكماء والأنبياء وصلوا لهذه الدرجة وانهم حاولوا تعليمها للبشر. فهذه الفكرة أساسية في كل الطروحات الدينية وكل دين أو طريقة يطلق مصطلحا مختلفا لنفس معنى البقاء. مثلا، في الإسلام القرأني تسمى «النجاة»، في المسيحية تسمى «الخلاص»، وفي البوذية تسمى «نيرفانا» وفي الهندوسية تسمى «موكتهي».
- اليقين هي أعلى مقامات مستويات العرفانية الصوفية والتي هي نهاية مطاف المريد الصوفي والتي وصل إليها كل الإولياء والقديسين.

### مفاهيم أخرى
- الحقيقة هي المعرفة الكاملة التي يصل لها المريد عند مستوى اليقين
- المعرفة عند الصوفية تعني إدراك الموجود بحقيقته بشكل غرائزي بغياب كل مباديء باطلة وذلك عن طريق المرور بخبرات شخصية شاطحة بدلا من تعلمها من الأخرين أو إدراكها عن طريق التفكر.
- الإحسان بالصوفية يعني الكمال والتمييز وهو من أهم أهداف الصوفية.
- الذكر عند الصوفيين هي شعيرة فكرية يقوم بها المريد للتقرب لله. وبالعادة تكون بترداد لفظه معينة (مثل كلمة الله أو عبارة سبحان الله) أو بترداد حركة معينة مهمتها تخلية العقل للتفكر بالله.

## للإستزادة
- مصطلحات علم التصوف
- طرق صوفية
- أعلام التصوف
- طريقة الصوفي (كتاب)